# Faisan impérial
Le Faisan impérial (Lophura × imperialis) est un faisan hybride résultant du croisement d'un Faisan d'Edwards (Lophura edwardsi) et d'un Faisan argenté (Lophura nycthemera).

## Description
Cet oiseau bleu foncé de taille moyenne mesure jusqu'à 75 cm de long et a la peau de la face nue et rouge, une crête bleue, des pattes pourpres et un plumage brillant. La femelle est brune avec une petite crête de plumes, la queue et les primaires noirâtres.
Le Faisan impérial vit dans les forêts du Vietnam et du Laos. Il ressemble à un autre oiseau énigmatique du Vietnam, le Faisan du Viêt Nam, mais il est de plus grande taille, a une queue plus longue, la crête et les plumes de la queue sont entièrement bleue alors que cette dernière espèce a la crête et les plumes centrales de la queue blanches.

## Taxinomie
Il est décrit comme l'espèce Hierophasis imperialis par Jean Theodore Delacour et Pierre Jabouille, en 1924, à partir d'un couple capturé au Viêt Nam. Delacour ramène ce couple en France en 1923 où il sera la souche d'une lignée qui s'éteindra petit à petit. Le faisan impérial n'est alors plus vu à l'état sauvage jusqu'en 1990, quand un mâle immature est piégé. Un autre mâle immature est capturé en février 2000.
Les travaux phylogénétique de Hennache et al. montrent qu'il s'agit d'un hybride naturel et occasionnel du Faisan d'Edwards (Lophura edwardsi) et d'un Faisan argenté (Lophura nycthemera).